# منطقه گومینه
منطقه گومینه یکی از منطقه های استان چیمبو واقع در کشور پاپوآ گینه نو می باشد. مرکز این منطقه گومینه است. این منطقه خود از ۳ فرمانداری محلی تشکیل می گردد که هر فرمانداری به منظور سهولت در امر آمارگیری خود به چند بخش تقسیم می شود. طبق سرشماری سال ۲۰۰۰ میلادی این منطقه ۳۵٬۹۵۷ نفر جمعیت داشته است.

## تقسیمات
این منطقه دارای ۳ فرمانداری محلی است که هر ۳ فرمانداری محلی روستایی می باشند و اسامی آنها به شرح زیر است:
- فرمانداری محلی روستایی بومبای-کومای
- فرمانداری محلی روستایی گومینه
- فرمانداری محلی روستایی مونت دیجین